# ヌクロトロン

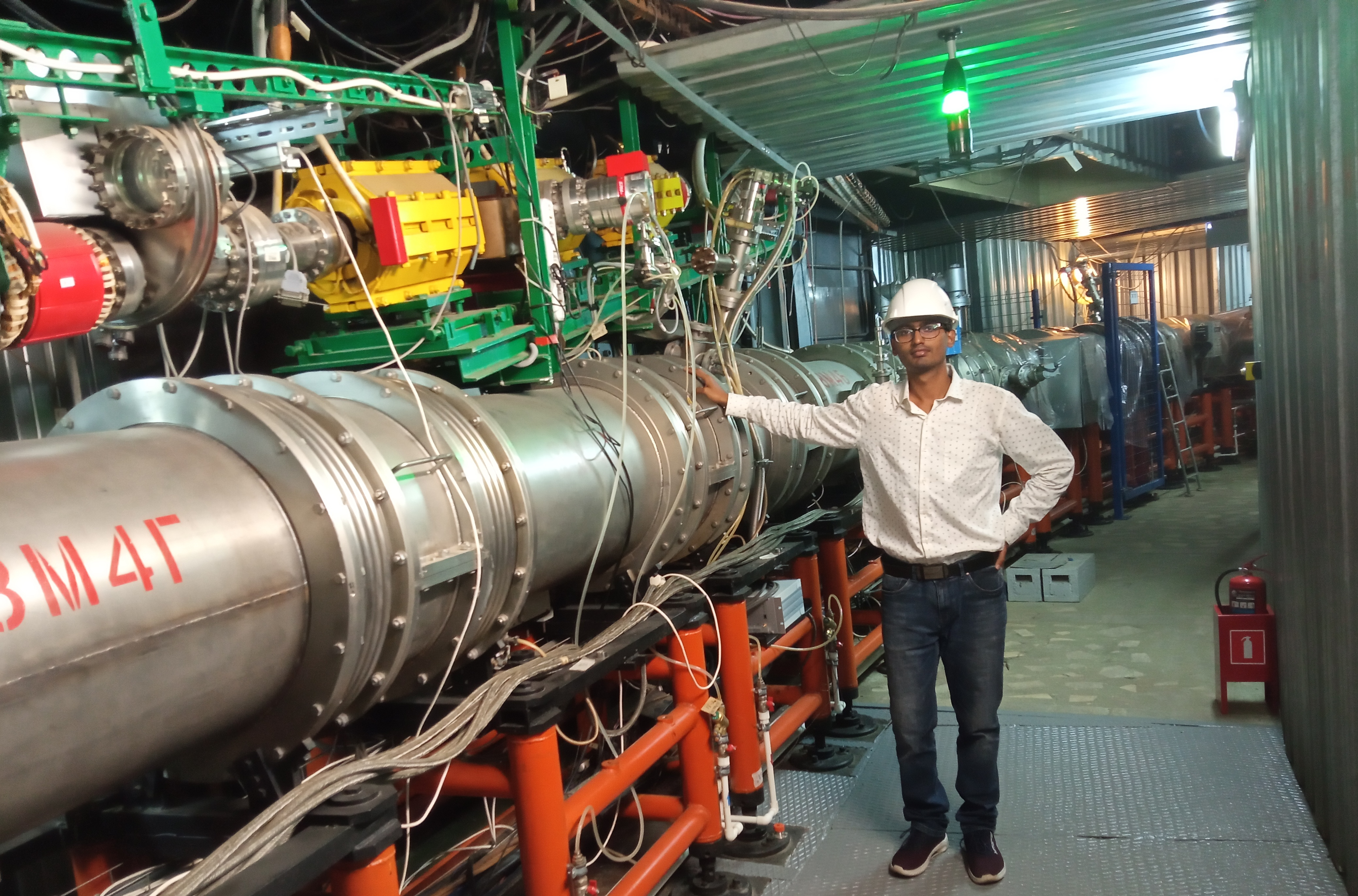
超伝導重イオンシンクロトロンであるヌクロトロンは、ドゥブナ合同原子力研究所のベスクラー・バルディン高エネルギー物理学研究所に設置されている。

ヌクロトロン(Nuclotron)は、ロシアのドゥブナ合同原子力研究所に設置される超伝導シンクロトロンである。この粒子加速器は、小さな鉄の超伝導磁石を用いており、粒子のエネルギーは最大7 GeVになる。1987年から1992年にかけて、「シンクロファゾトロン近代化計画」の一環として建造された（ヌクロトロンの環は、超伝導ブースターとなるシンクロトロン環の外周を辿るように設置された）。現在までに、合計1400時間に及ぶ5回の実験が行われている。最も重要な実験では、いままでにないタイプの低温磁気システムを試験し、内部標的を用いて原子核衝突に関するデータが取得された。